# Ленинский район (Ярославль)
Ленинский район (с 1936 по 1961 год — Сталинский район) — один из шести административных районов Ярославля. Расположен в центральной части города.
На территории, включённой в район, проживает 58 021 чел. (2021) (10.29 % населения Ярославля).
С января 2016 года оба центральных района Ярославля — Ленинский и Кировский — фактически объединены в одну административную единицу. При этом были сохранены оба старых названия, и ныне административно-территориальная единица носит название Кировский и Ленинский районы. Предполагавшаяся изначально смена названия на более удобное и краткое Центральный район — так и не была осуществлена.
Территория администрирования Ленинского района включает в себя жилые районы Пятёрка, Загородный Сад, часть исторического Посада и часть Северного промышленного района.

## Географическое положение
Ленинский район граничит с Дзержинским, Заволжским и Кировским административными районами города.

## История
15 марта 1936 году постановлением пленума Ярославского горсовета был образован Сталинский район вместе с Кировским и Красноперекопским районами. Указом Президиума Верховного Совета РСФСР от 4 ноября 1961 года Сталинский район был переименован в Ленинский.
Активно застраиваемая северная часть Ленинского района носила название Северный район. 29 ноября 1979 года в соответствии с Указом Президиума Верховного Совета РСФСР Северный район был выделен из состава Ленинского района (по границе: объезд по Полушкиной роще, проспект Октября, улица Промышленная) и переименован в Дзержинский район.
С января 2016 года управление Ленинским и Кировским районами Ярославля осуществляется единой администрацией.

### Руководители района

#### Первые секретари Ленинского райкома КПСС города Ярославля
- Попов Владимир Иванович (? — 1972)
- Шишулин Ю. П.
- Толстоухов Игорь Аркадьевич
- Васильев Борис Павлович
- Щеглов Юлий Алексеевич (1976—1980)
- Карнаков Леонид Леонидович

#### Главы администрации Ленинского района мэрии города Ярославля
- Яблочкин Анатолий Юрьевич (03.03.1992[6] — ?)
- Репкин Вячеслав Антонинович (15.06.1993[7] — 07.06.2007[8])
- Слепцов Владимир Витальевич (07.06.2007[8] — 10.12.2008[9])
- Бобков Василий Сергеевич (30.03.2009[10] — 11.04.2012[11])
- Зотов Андрей Павлович (15.05.2012[12] — 31.12.2015[13])

#### Главы территориальной администрации Кировского и Ленинского районов мэрии города Ярославля
- Белозеров Александр Викторович (11.01.2016[14] — 29.10.2016[15])
- Новик Елена Ивановна (29.10.2016[15] — 21.12.2016[16])
- Минасуев Александр Евгеньевич (26.12.2016[17] — 13.02.2017[17])
- Румянцев Сергей Михайлович (13.02.2017[17] — 31.02.2017[17])
- Минасуев Александр Евгеньевич (03.04.2017[17] — 01.06.2017[18])
- Лепехин Сергей Алексеевич (01.06.2017[18] — 11.08.2017[19])
- Сурова Любовь Викторовна (11.08.2017[19] — 10.07.2018[20])
- Гудыма Георгий Валерьевич (07.08.2018[21] — 14.07.2018[22])
- Трудоношин Александр Васильевич (29.08.2018[23] — наст. вр.)

## Население
| 1970    | 1979     | 1989    | 2002    | 2009    | 2010    | 2011    |
| ------- | -------- | ------- | ------- | ------- | ------- | ------- |
| 187 325 | ↗244 866 | ↘88 625 | ↘70 425 | ↘67 390 | ↘63 643 | ↘63 500 |
| 2012    | 2013     | 2014    | 2015    | 2016    | 2017    | 2018    |
| ↘63 266 | ↘63 114  | ↘62 853 | ↘62 494 | ↘61 517 | ↘60 515 | ↘59 810 |
| 2019    | 2020     | 2021    |         |         |         |         |
| ↘59 112 | ↗59 160  | ↘58 021 |         |         |         |         |